# Albarracina syriaca
Albarracina syriaca är en fjärilsart som beskrevs av Standfuss 1890. Albarracina syriaca ingår i släktet Albarracina och familjen tofsspinnare. Inga underarter finns listade i Catalogue of Life.